# Eusebi Colomer i Pous
Eusebi Colomer i Pous (Gerona, 1924 - Barcelona, 27 de noviembre de 1997) fue un filósofo y eclesiástico español. Ingresó en la Compañía de Jesús en el 1941 y fue ordenado sacerdote en el 1943 en los actos del Congreso Eucarístico Internacional de Barcelona. Se doctoró en filosofía y letras en la Universidad de Colonia (1957) con una tesis sobre Nicolás de Cusa: Nikolaus von Kues und Raimund Llull (Berlín, 1961). Fue profesor en la Facultad de Teología de Cataluña, miembro numerario del Instituto de Estudios Catalanes (1968, dentro del que recuperó la Sociedad Catalana de Filosofía y la Schola Lullistica. Se interesó especialmente por las relaciones entre el pensamiento catalán y el europeo en la época de transición entre la Edad Media y el Renacimiento. 
Aun siendo sus posiciones filosóficas las de un cristianismo inflamado y, a pesar de que en su obra El pensamiento alemán de Kant a Heidegger prima siempre una interpretación cristianizante de los pensadores ateos y o más heterodoxos en lo que respecta a su doctrina, se mantuvo siempre al margen del integrismo de la Escuela tomista de Barcelona.
Fue también especialista en Pierre Teilhard de Cardin y se dedicó a los problemas en la demarcación de fronteras entre la Teología y la Filosofía, así como las derivaciones del diálogo entre el pensamiento cristiano y el moderno. Murió después de pronunciar una conferencia sobre Ramon Llull en la Universidad Católica de Barcelona.

## Obras
- Pierre Teilhard de Chardin, un evolucionisme cristià? (1961)
- Heidegger: pensament i poesia en l'absència de Déu (1964)
- Església en diàleg (1967)
- Déu, viu o mort? (1970)
- De la Edad Media al Renacimiento (1975)
- El pensamiento alemán de Kant a Heidegger (1986-89)
- El pensament als Països Catalans durant l'Edat Mitjana i el Renaixement (1997)
- Tres pensadors cristians enfront de la qüestió de Déu: sant Anselm, sant Tomàs d'Aquino i Nicolau de Cusa (2002)